# تاثیر پارازیت ماهواره

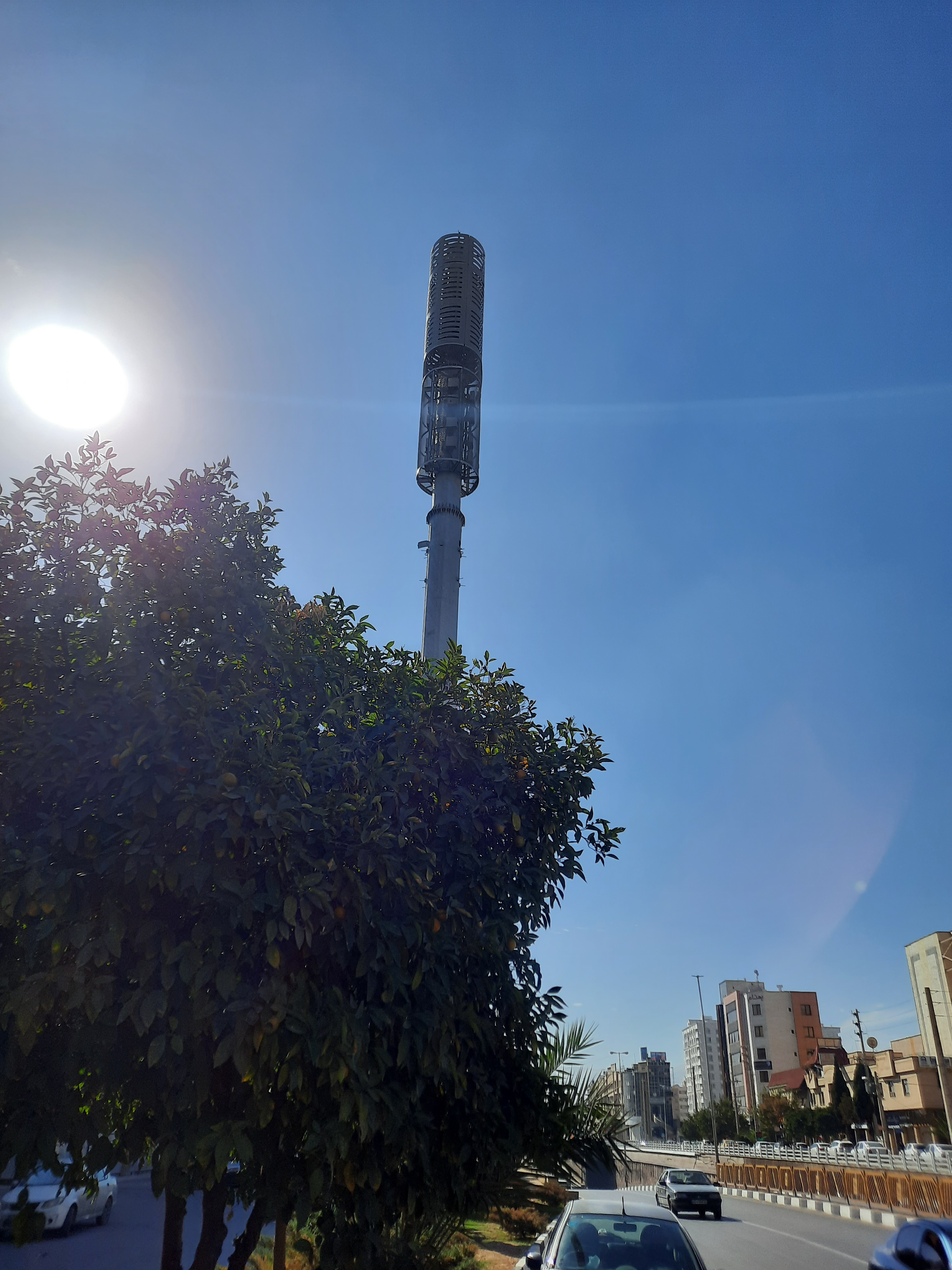
دکل bts مخابراتی به همراه تجهیزات ارسال پارازیت

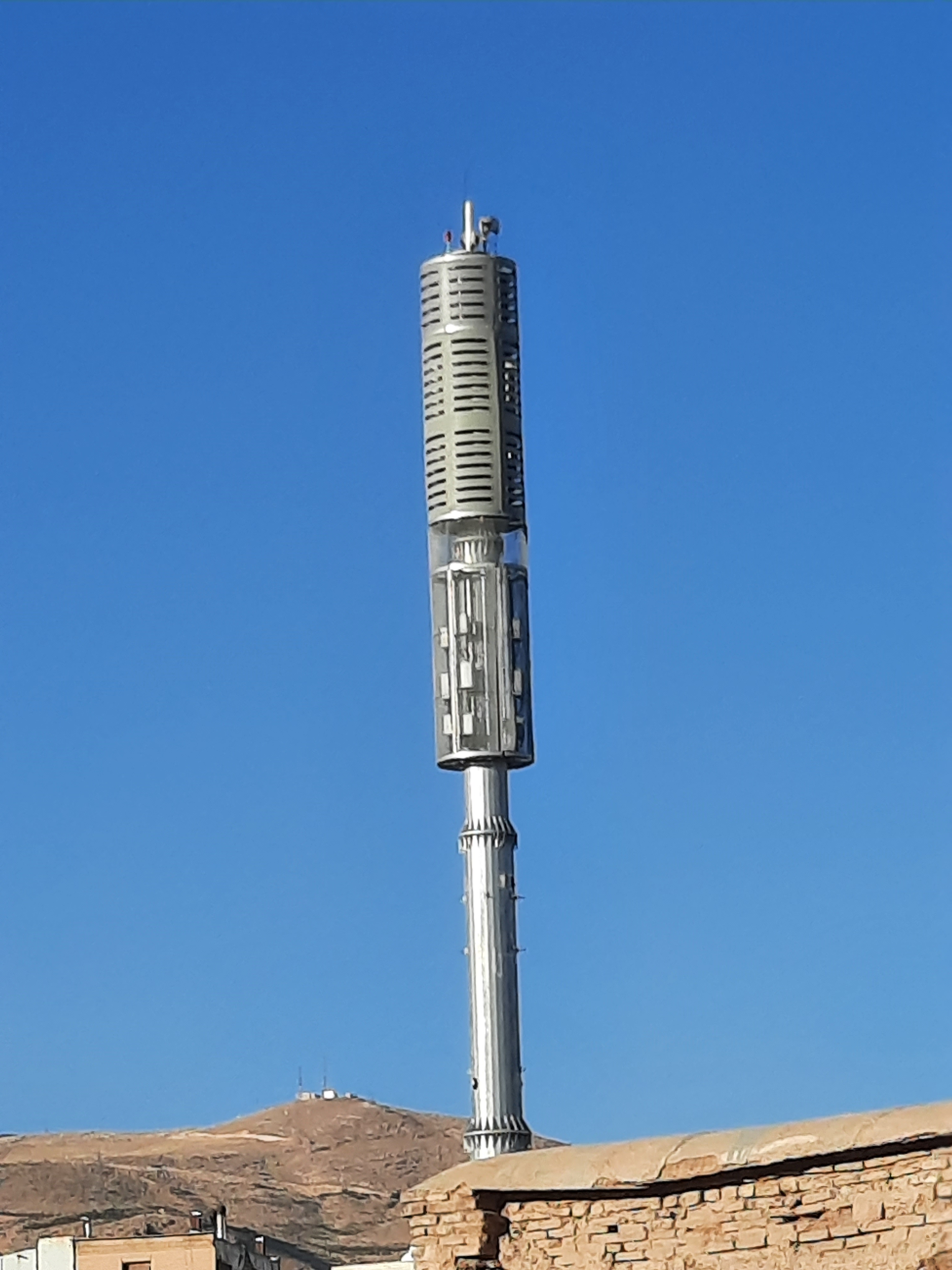
تجهیزات ارسال پارازیت نصب‌شده روی دکل آنتن موبایل

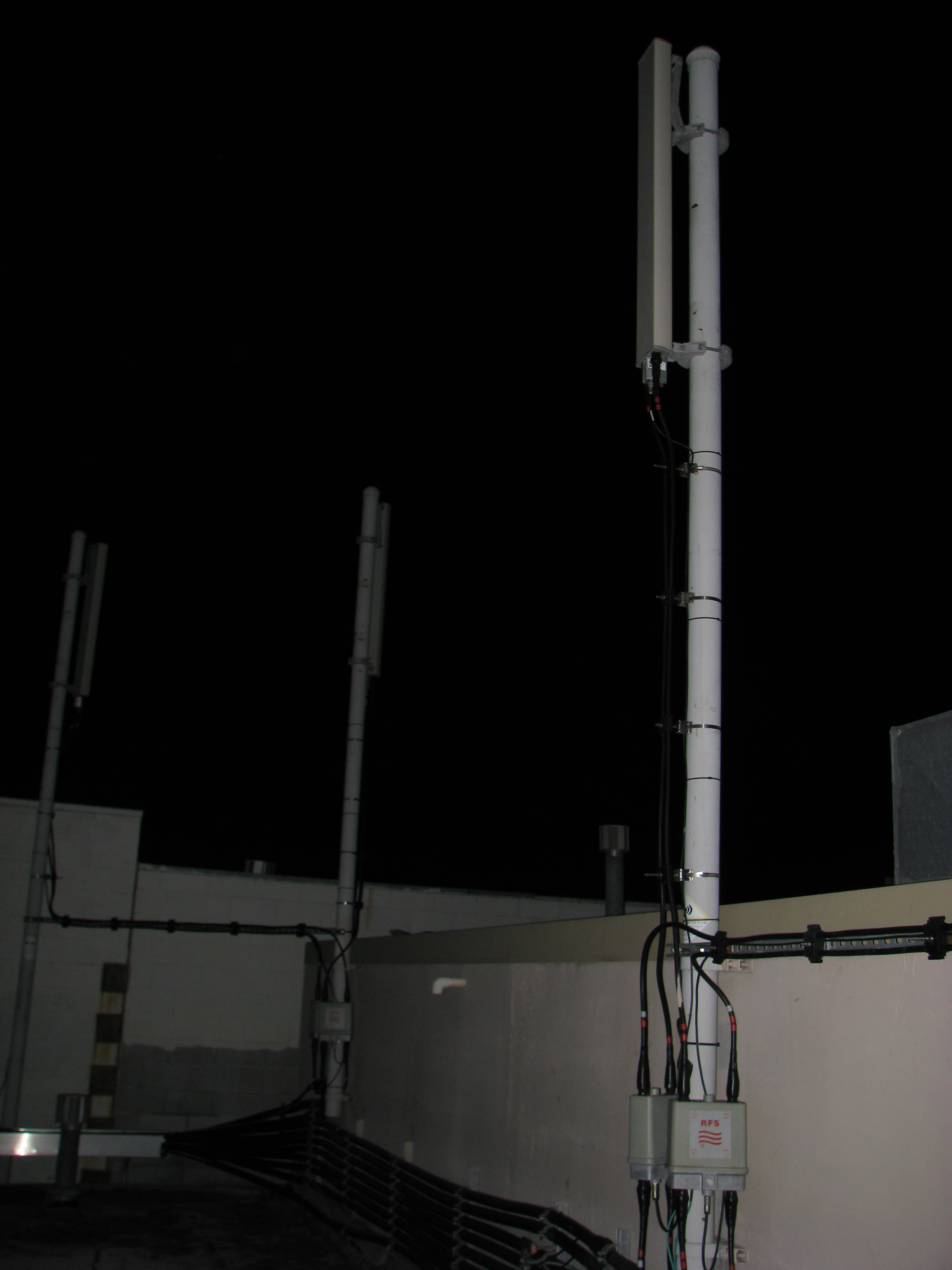
یک فرستنده رادیویی الکترو مغناطیسی

تأثیر منفی پارازیت اخلال در شبکه‌های ماهواره‌ای در ایران به آسیب‌هایی اشاره دارد که در پی ایجاد و انتشار امواج الکترومغناطیسی و ماکروویو توسط بخش نامشخص از نظام جمهوری اسلامی برای جلوگیری از دریافت امواج تصویری تلویزیون‌های مخالفش ایجاد شده است. تمامی گزارش‌های علمی هم تا کنون نتوانسته مسئولان جمهوری اسلامی را مجاب به توقف روند ارسال پارازیت کند. هرچند که طبق ماده ۶۸۸ قانون تعزیرات به وزارت بهداشت و سازمان حفاظت محیط زیست تکلیف کرده درصورتیکه مواردی تجاوز به بهداشت، درمان و محیط زیست کشور باشد هریک از دو دستگاه دولتی مکلفند به دادسرای محل وقوع جرم اعلام شکایت کنند. همچنین دولت ایران به میثاق حقوق مدنی و سیاسی و میثاق حقوق اجتماعی و اقتصادی سازمان ملل متحد پیوسته و این میثاق‌ها در حکم قوانین داخلی هستند. مطابق این میثاق‌ها دولت جمهوری اسلامی باید شرایط بهداشتی و زیست‌محیطی استاندارد را برای شهروندانش فراهم کند اما هرگز چنین نشده است.

## سلامت
امواج الکترومغناطیس و ماکرویو پارازیت سلول به سلول انسان را می‌کشد.
مدیر مرکز تحقیقات بیوشیمی دانشگاه تهران غلامحسین ریاضی سال‌هاست دربارهٔ تاثیر امواج الکترومغناطیس تحقیق می‌کند می‌گوید: «اینکه گفته شود پژوهش‌های کافی وجود ندارد، دلیل قانع‌کننده‌ای نیست و هر جایی که لازم است، باید برای سلامت مردم تحقیق کنیم. دربارهٔ امواج الکترومغناطیس و تاثیر آنها بر انسان‌ها منابع داخلی و خارجی زیادی وجود دارد که به راحتی قابل دسترسی هستند.» وی در مورد تحقیقات مرکز تحقیقات بیوشیمی می‌گوید: «این امواج از دو منظر قابل توجه هستند. قبل از هر چیز باید در نظر داشت که امواج الکترومغناطیسی (مثل پارازیت‌ها، امواج ماکروویو، امواج مخابراتی و ماهواره‌ای و…) در فضای طبیعی زمین وجود ندارند و هر چه به عنوان پدیده جدید به محیط طبیعی ما وارد شود، می‌تواند در بلندمدت اختلال ایجاد کند. از سوی دیگر، تحقیقات دربارهٔ امواج الکترومغناطیس نشان داده که این امواج بر سلامت فرد اثرگذارند و مواجهه طولانی مدت با آنها می‌تواند عملکرد سلول‌ها را مختل کند. ما سال‌هاست در دپارتمان بیوشیمی دانشگاه تهران دربارهٔ تاثیر امواج الکترومغناطیس بر عملکرد پروتئین‌ها مطالعه می‌کنیم و مشاهده کرده‌ایم که عملکرد این پروتئین‌ها در مقابل امواج مختل می‌شود.»

### تاثیر روی دی‌ان‌ای
بر اساس پژوهش‌ها امواج الکترومغناطیس روی DNA هم تغییراتی ایجاد می‌کنند و از آنجایی که سلول‌ها از جنس پروتئین هستند، آسیب‌های مشاهده شده روی پروتئین قابل تعمیم به سلول‌ها است.

### سرطان
تاثیر این امواج بر سلامتی به‌خصوص افزایش میزان سرطان انکارناپذیر است.
سازمان حفاظت از محیط زیست در پی ایجاد یک کمیته برای تحقیق جامع در مورد تاثیر پارازیت بر سلامتی اعلام کرد که این امواج سرطان‌زا هستند و باید سریعاً قطع شوند.
معاون محیط زیست انسانی سازمان حفاظت از محیط زیست با تأکید بر سرطان‌زا بودن پارازیت‌ها، از مسئولان خواست تصمیم دیگری برای تهاجم فرهنگی بگیرند و افزود: کمیته مشترک تاکنون جلسات خود را در سطح وزیر تشکیل داده و مصوباتی نیز داشته است که بنا بر این مصوبات قرار شد، مبحث مربوط به پارازیت‌ها و تأثیر آن بر انسان با جدیت پیگیری شود، زیرا احتمال بروز سرطان به علت تأثیر پارازیت‌ها در انسان وجود دارد.
چند ساعت پس از انتشار نتایج اولیه و درخواست سازمان محیط زیست جهت توقف ارسال پارازیت‌ها، در جایی دیگر، یکی دیگر از مسئولان اعلام کرد که چند ماه پیشتر، خطرآفرین بودن پارازیت‌ها اثبات شد و سهم آن در جان باختن چند تن از ایرانیان قابل چشم‌پوشی نیست. ظاهراً سلامت مردم برای جمهوری اسلامی ایران کم‌اهمیت‌تر از دریافت نشدن امواج تلویزیونی خارج از کشور است.
تحقیقات در دانشکده پزشکی شیراز نشان داد که این امواج بر احتمال ابتلا به سرطان تاثیر دارد.
تحقیقات ناچیزی در این خصوص صورت گرفته و آن هم حاکی از سرطانزا بودن این امواج است.

### سقط جنین
نقش این امواج در افزایش سقط جنین انکارناپذیر است.

### تولد نوزادان ناقص
میزان تولد نوزادان ناقص به شکل معناداری پس از ارسال پارازیت افزایش یافته است.

### کاهش اسپرم در مردان
هرچند میزان دقیق امواج پارازیت مشخص نیست و تنها تحقیق انجام شده در شیراز با کاهش پارازیت هنگام بررسی همراه بوده است اما یکی از استادان گروه فیزیک پزشکی دانشگاه علوم پزشکی شیراز مهدیزاده، پیش از اجرای تحقیقات دانشگاه علوم پزشکی گفته بود: «مطالعه امواج الکترومغناطیس بسیار قوی‌تر از امواجی که عامه آن را پارازیت می‌خوانند، نشان داده که درپی آن، اسپرم مردان کاهش پیدا می‌کند، حافظه کوتاه‌مدت کاهش می‌یابد و جانوران مورد مطالعه به سردرد و سرگیجه دچار می‌شوند.»

### ناباروری
ناباروری و اثرگذاری بر روی سیستم عصبی از جمله مهم‌ترین این مشکلات هستند. انوشیروان محسنی بندپی، نایب رئیس کمیسیون بهداشت درمجلس هشتم ضمن تأیید آثار زیانبار این امواج گفت: «این امواج» برای سلامت تهرانی‌ها نگران‌کننده است و گزارش‌ها و تحقیقات حکایت از خطرناک بودن این پارازیت‌ها دارد. «علی گورانی، کارشناس بهداشت پرتوهای وزارت بهداشت هم به سایت اینترنتی خبر آنلاین می‌گوید:» اکثر آنتن‌های تلفن همراه که از سوی اپراتورهای تلفن همراه در کشور نصب شده‌اند و پارازیت‌های ارسالی، مجوز ایمنی وزارت بهداشت را ندارند. حسن اصیلیان، معاون سابق محیط زیست انسانی سازمان محیط زیست هم در این باره گفته است: «طی تحقیقی که در دانشگاه تربیت مدرس انجام دادیم به این نتیجه رسیدیم افرادی که در معرض تشعشعات دکل‌های تلفن همراه و پارازیت‌ها به اختلال ناباروری پیشرفته مبتلا هستند.»
محمد رضا رزاقی، رئیس دانشگاه علوم پزشکی شهید بهشتی در کنگره سالیانه تازه‌های باروری و ناباروری که ۲۳ و ۲۴ دی ۱۳۸۸ در تهران برگزار گردید یکی از علت‌های افزایش ناباروری در ایران را قرار گرفتن درمعرض تابش انواع امواج رادیویی، تلفن همراه و پارازیت‌های ماهواره‌ها دانست. وی افزود:
با قرارگرفتن دختران و پسران جوان در معرض این امواج، سلول‌های بلاست (تولیدمثلی) تحت تأثیر قرار می‌گیرد و سبب از بین رفتن عملکرد جنسی و قدرت باروری آن‌ها می‌شود.

### گیجی
گیجی از مواردی است که کارشناسان از احتمال بروز آن در انسان بر اثر امواج پارازیت خبر می‌دهند.

### خستگی
خستگی نیز از مواردی است که کارشناسان از احتمال بروز آن در انسان بر اثر امواج پارازیت خبر می‌دهند.

### ناشنوایی مزمن
احتمال ارتباط ناشنوایی مزمن نیز با پارازیت اعلام شده است.

### بی حوصلگی و افسردگی
بی‌حوصلگی و افسردگی از عوارض در معرض امواج الکترومغناطیسی بودن است.

### بی‌قرار و عصبانیت
بی‌قرار و عصبانیت از بیماری‌های ناشی از عوارض امواج الکترومغناطیسی است.

### سردردها و میگرن‌های
به دنبال ایجاد و افزایش میزان پارازیت‌ها بسیاری از مردم از سردرد و میگرن شکایت داشته و کار به جایی رسید که در شیراز مقابل استانداری تجمعی اعتراضی ایجاد شد و به درگیری مأموران با مردم انجامید، پس از بررسی دانشکده علوم پزشکی ضمن اعلام ناچیز بودن میزان پارازیت این نکته را نیز اعلام کردند که نمی‌دانند که همین میزان بر روی سلامتی انسان مضر است یا خیر و همچنین گزارش‌ها حاکی از این بود که با شروع روند بررسی، میزان امواج پارازیت توسط متولی ناشناخته آن به شدت کاهش یافته و ممکن است نتایج مطابق واقعیت نباشد.

## آب و هوا

### عدم کارکرد تجهیزات
سخنان رئیس سازمان هواشناسی کشور، تأییدی دیگر در مضر بودن پارازیت‌ها بود او گفت این سازمان از استانداردهای سازمان هواشناسی جهان (WMO) پیروی می‌کند،
متأسفانه یک سوم تصویر رادارهای تهران واقع در منطقه پرند ناخوانا است که احتمالاً به دلیل وجود پارازیت، این گونه است؛ باید سازمان تنظیم مقررات رادیویی دربارهٔ چرایی این تصویر ناخوانا توضیح دهد.

### خشکسالی
خشکسالی رقم خورده در پس تخلیه بار الکتریکی ابرها و عدم بارش در کنار اشکالات دیگر، موجب شده خاک‌های مناطق جنوبی پایتخت به قدری نرم شود که بادهای شکل گرفته پیرامون شهر، با گرد و خاک همراه شده و گاه این امر آنقدر شدت بگیرد که توفانی بی‌سابقه شکل دهد.
با اندکی سرعت گرفتن باد پیرامون پایتخت، توده‌ای غلیظ از گرد و غبار سطح شهر را تاریک کرده و آماده باش عمومی برای مقابله با اثرات شوم احتمالی اعلام شود.

## نظر مسئولان
- کرمی راد عضو کمیسیون امنیت ملی مجلس می‌گوید: «هر کشوری باید سیاست صحیح و اصولی در برابر تهاجم اخبار نادرست داشته باشد. فیلتر و پارازیت حق طبیعی کشور ما برای دفاع از حریم‌های فرهنگی است. این اقدامات می‌تواند در شرایط بحران‌خیز از فتنه و کودتا علیه نظام پیشگیری کند. این مسئله عمدتاً به کمیسیون فرهنگی برمی‌گردد هرچند بی‌ارتباط با موضوع امنیت ملی هم نیست. آنچه اکنون انجام می‌شود حداقل واکنش لازم به اخبار نادرست است و خیلی کشورهای دیگر هم این کار را می‌کنند؛ به عنوان نمونه در کره‌شمالی فقط رادیو و تلویزیون این کشور در دسترس است.»[۱۴]
- رضا ملک‌زاده وزیر بهداشت درمان و آموزش پزشکی در زمان تصدی پست معاونت تحقیقات و فناوری وزارت بهداشت، درمان و آموزش پزشکی اعلام کرد: تردیدی در تاثیر پارازیت‌ها بر افزایش بیماری‌ها نیست[۸]
- سید عبدالرزاق موسوی عضو شورای اسلامی شهر شیراز در ۱۷ اردیبهشت سال ۹۷ در صحن شورای شهر شیراز با بیان اینکه بر اساس گزارش‌ها شیراز بالاترین میزان امواج پارازیت را در کشور دارد، وجود پارازیت با میزان بالای امواج مایکروویو، شیراز را به دستگاهی مانند مایکروفر تبدیل کرده که در حال پخت و پز مردم این شهر است.[۸]
- کمال‌الدین پیرموذن، عضو هیئت رئیسه فراکسیون محیط زیست مجلس پیشین گفته بود که پارازیت‌اندازها، فرستنده‌های مخابراتی و پست‌های برق فشار قوی دائماً در حال انتشار پارازیت با توان بالا هستند و طبق پژوهش‌های منتشر شده توسط سازمان جهانی بهداشت، اثرات ناشی از این امواج بر روی بافت‌های زنده انسان‌ها به افزایش آمار مرگ و میر به ویژه در اثر سرطان و سکته‌های قلبی و مغزی و افزایش تحریکات و ناراحتی‌های عصبی منجر خواهد شد. قدرت باندهای پارازیتی ارسال شده بالاتر از قدرت میکرو موج‌های ارسالی از ماهواره یعنی از ۳۵۰۰ مگا هرتس تا چند گیگا هرتس است. باندهایی که بالاتر از ۲۰ مگا هرتس تا ۲۰۰ گیگا هرتس هستند روی بدن اثر می‌گذارند. بیشترین اثر مربوط به باندهای بالاتر از ۳۰۰ مگا هرتس یعنی میکرو موج‌ها و پارازیت اندازهاست. چنین امواجی اگر دارای شدت و بسامد بالا باشند سلامتی انسان را به‌طور کلی مختل و عوارض مختلفی ایجاد می‌کنند که بسته به بسامد موج متفاوت است. هر چه این امواج مدت بیشتری با بدن برخورد داشته باشند خطرناک‌تر خواهند بود. همچنین تاثیر این امواج روی کودکان بیشتر از دیگر افراد جامعه است. قرار گرفتن طولانی مدت در معرض این امواج همچنین باعث خستگی مفرط و حالت گیجی می‌شود.[۴]
- حیدرعلی عابدی: عضو کمیسیون بهداشت و درمان مجلس دربارهٔ تاثیر پارازیت و امواج بر سلامت بدن ابهاماتی وجود دارد. هرچند ابهام‌هایی وجود دارد اما به هر حال توصیه پزشکی ما این است که باید از کلیه پدیده‌های که اثرش ناشناخته است پرهیز شود دلیلی ندارد که ما بعد از رسیدن به اطمینان مبنی بر زیان بار بودن اثرات امواج موبایل از آن پرهیز کنیم بلکه طبق علم پزشکی حتی اگر نمی‌دانیم پدیده‌هایی چه تأثیری دارند باید از آن دوری کنیم.[۱۹]